# Tłumaczenie dosłowne
Tłumaczenie dosłowne, tłumaczenie bezpośrednie – tłumaczenie tekstu z jednego języka na drugi słowo po słowie (łacina: verbum pro verbo), niekoniecznie oddające sens całości oryginału.
W przekładoznawstwie przez tłumaczenie dosłowne rozumie się specjalistyczne tłumaczenia tekstów naukowych, technicznych, technologicznych czy prawnych.
Innym znaczeniem tłumaczenia dosłownego w teorii przekładu jest metafraza; tłumaczenie sensu natomiast określa się terminem parafraza.
W przypadku tłumaczenie dosłownego nietechnicznych tekstów literackich (leksem za leksem lub leksem za morfem) rozumianego negatywnie, nieuniknione będzie błędne przetłumaczenie np. idiomów; w przypadku przekładu z języków analitycznych na fleksyjne gramatyka tekstu docelowego stanie się nieczytelna.
Pojęcie dosłowne tłumaczenie może być w zasadzie traktowane jak oksymoron (sprzeczność w kategoriach), biorąc pod uwagę, że dosłowne oznacza coś, co jest zrozumiałe bez interpretacji, podczas gdy tłumaczenie, w swej istocie, jest interpretacją znaczenia słów z jednego języka wyrażoną w innym.

## Zastosowanie w przekładzie

### Literatura
Tłumaczenie dosłowne może być fazą wstępną w przypadku przekładu z nieznanego języka. Przykładowo, Robert Pinsky używał podobno tłumaczenia dosłownego przygotowując się do przekładu Inferno Dantego (1994), z nieznanego mu języka oryginału. Podobnie Richard Pevear pracował z tłumaczeniem dosłownym przygotowanym przez jego małżonkę, Larissę Volokhonsky – małżeństwo przetłumaczyło w ten sposób kilka rosyjskich powieści.

### Poezja na prozę
Dosłowne tłumaczenie może również oznaczać tłumaczenie, które dokładnie przekazuje znaczenie oryginału, nie starając się uchwycić jego stylu, wartości estetycznych i literackich. Istnieje jednakowoż znacząca różnica między przekładem dosłownym poezji a prozy. Jest możliwe stworzenie tłumaczenia utworu poetyckiego, które będzie napisane prozą, ale też wolne od błędów. Przekład Boskiej komedii autorstwa Charlesa Singeltona (1975) jest traktowany jako przekład poezji na prozę.

## Negatywne aspekty
Określenie tłumaczenia przymiotnikiem „dosłowne” sugerować może, iż tłumaczenie jest pełne błędów oraz że tłumacz nie był w stanie nie przekazać znaczenia frazeologii czy zawartych w oryginale dwuznaczności. Dosłowny przekład może być jednak użyteczny przy badaniu sposobu w jaki słowa w danym języku przenoszą znaczenie.

### Tłumaczenie maszynowe
Wczesne tłumaczenia maszynowe (przynajmniej od roku 1962) cieszyły się złą sławą, ponieważ zestawiały jedynie banki słownictwa z dwóch języków. Późniejsze programy pracowały już na poziomie popularnych fraz, co poskutkowało poprawą struktur gramatycznych i odpowiednim tłumaczeniem idiomów, jednak kosztem wielu nieprzetłumaczonych pojedynczych słów. Do tłumaczenia języków fleksyjnych konieczne jest posłużenie się odpowiednimi narzędziami do przetwarzania języka (analiza morfosyntaktyczna, synteza).
Obecnie najlepsze systemy wykorzystują kombinację powyższych technologii i przy pomocy algorytmów starają się nadać tłumaczeniu odpowiednio naturalnego brzmienia. Jednak w przekładzie zawodowym, tłumaczenie maszynowe stanowi jedynie wstępny szkic, któremu tłumacze nadają ostateczny kształt.

### Języki pidżynowe
Często pierwsze pokolenie dzieci imigrantów posługuje się dosłownym tłumaczeniem (ojczysty język rodziców jest językiem wyjściowym). W rezultacie otrzymujemy połączenie obu języków – swego rodzaju pidżynizm. Tego rodzaju „języki” otrzymują często własne nazwy (np. ponglish – angielski i polski). Rozliczne przykłady można znaleźć w mowie codziennej polskiej diaspory, często posługującej się kalką.